# Myrmecium
Myrmecium es un género de arañas araneomorfas de la familia Corinnidae. Se encuentra en Sudamérica.

## Lista de especies
Según The World Spider Catalog 12.0:
- Myrmecium aurantiacum Mello-Leitão, 1941
- Myrmecium bifasciatum Taczanowski, 1874
- Myrmecium bonaerense Holmberg, 1881
- Myrmecium camponotoides Mello-Leitão, 1932
- Myrmecium dacetoniforme Mello-Leitão, 1932
- Myrmecium fuscum Dahl, 1907
- Myrmecium gounellei Simon, 1896
- Myrmecium itatiaiae Mello-Leitão, 1932
- Myrmecium latreillei (Lucas, 1856)
- Myrmecium monacanthum Simon, 1897
- Myrmecium obscurum Keyserling, 1891
- Myrmecium reticulatum Dahl, 1907
- Myrmecium rufum Latreille, 1824
- Myrmecium trifasciatum Caporiacco, 1947
- Myrmecium vertebratum (Walckenaer, 1837)
- Myrmecium viehmeyeri Dahl, 1907